# 유구초등학교
유구초등학교는 대한민국 충청남도 공주시에 있는 공립 초등학교이다.

## 학교 연혁
- 1914.04.18 유구공립보통학교로 개교
- 1967.03.25 입석분교장 승격 분리
- 1982.03.02 특수학급 설치(1학급)
- 1993.03.01 입석분교장 편입
- 1996.03.01 유구초등학교로 개칭
- 2002.10.24 도지정 교실수업개선연구학교 운영보고
- 2003.03.01 정보인프라구축을 통한 디지털도서실 설치운영
- 2004.03.01 입석분교장 통폐합
- 2007.10.26 도지정 환경교육 시범학교 운영 보고
- 2011.11.04 도지정 창의적 체험활동 연구학교 운영 보고
- 2015.02.13 제98회 졸업(졸업생수: 12,541명)
- 2015.03.01 초등10학급, 유치원 4학급 편성

## 참고 자료
- 유구초등학교 - 한국교육학술정보원 학교알리미